# Azione del 9 agosto 1780
L'azione del 9 agosto 1780 fu un episodio della guerra anglo-spagnola e della guerra anglo-francese, avvenuto nelle acque dell'oceano Atlantico tra le Azzorre e Cabo de São Vicente: il 9 agosto 1780 una flotta di navi franco-spagnole agli ordini dell'ammiraglio Luis de Córdova y Córdova intercettò un grande convoglio di navi britanniche salpate dalla Gran Bretagna alla volta delle Indie occidentali, cariche di soldati di rinforzo e rifornimenti per le truppe impegnate nella defatigante guerra d'indipendenza americana; la flotta franco-spagnola catturò praticamente intatto quasi l'intero convoglio, causando un disastroso danno economico e militare per i britannici.
L'azione viene ricordata come la più grande vittoria ottenuta ai danni di un convoglio navale britannico.

## Antefatti
Dopo l'entrata in guerra della Spagna nel giugno 1779, le flotte francese e spagnola si erano ricongiunte in un'unica forza che, dopo alcune infruttuose azioni nel canale de La Manica, si era spostata al largo delle coste meridionali della Penisola iberica per intercettare in particolare i convogli di rifornimento destinati alla piazzaforte britannica di Gibilterra, tagliata fuori e assediata dalle forze degli alleati.
Il 27 luglio 1780 un grande convoglio britannico salpò da Portsmouth. Il convoglio comprendeva cinque grandi East Indiaman oltre a 55 tra mercantili, navi rifornimento e navi da trasporto con a bordo soldati del 90th Regiment of Foot; le truppe erano destinate alle Indie occidentali, e portavano con sé tende ed equipaggiamenti campali. Oltre ad armi, munizioni e un intero parco di artiglieria, i cinque East Indiamen imbarcavano anche grossi quantitativi di materiali navali per rifornire gli squadroni della Royal Navy impegnati nella zona.
La mattina del 2 agosto il convoglio si ricongiunse alle navi da guerra della Channel Fleet, che lo scortò per diverse ore fino a un punto a 112 leghe al largo delle Isole Scilly dove i due gruppi si separarono procedendo ognuno per conto proprio; da questo momento in poi le uniche navi da guerra rimaste a scortare il convoglio erano il vascello da 74 cannoni HMS Ramillies del capitano John Moutray e le due fregate da 36 cannoni HMS Thetis e HMS Southampton.

## L'azione
Seguendo gli ordini impartiti dal primo ministro spagnolo José Moñino y Redondo, conte di Floridablanca, la flotta spagnola (accompagnata da uno squadrone di vascelli francesi) salpò da Cadice quello stesso 2 agosto al comando dell'ammiraglio Luis de Córdova y Córdova per dirigere sulla zona compresa tra l'isola di Madeira e le isole Canarie, dove l'ammiraglio distaccò diverse fregate per pattugliare l'area e avvistare eventuali convogli britannici; fu una di queste fregate a individuare, la notte dell'8 agosto, il convoglio guidato dal capitano Moutray. La notizia fu presa con cautela da parte del comando spagnolo, in quanto vi era incertezza sul fatto che le navi avvistate fossero un convoglio di mercantili o la potente Channel Fleet della Royal Navy; fu il vice comandante della flotta spagnola, l'ammiraglio José de Mazarredo Salazar Muñatones y Gortázar, a spingere con decisione per l'attacco alla formazione nemica, sostenendo che non vi fossero ragioni perché la Channel Fleet si fosse allontanata così tanto dal canale della Manica per spingersi così a sud, e che la formazione avvistata non potesse che essere un convoglio di mercantili.
Nel buio della notte tra l'8 e il 9 agosto, le navi del convoglio britannico scambiarono le lanterne poste in cima all'albero maestro della Santísima Trinidad, la nave ammiraglia della flotta franco-spagnola, per quelli della HMS Ramillies del loro comandante, e ingannate da questo stratagemma di guerra virarono di conseguenza dritte verso la forza nemica. All'alba, l'intero convoglio si ritrovò così mischiato con le navi franco-spagnole, e l'ammiraglio de Córdova diede immediatamente il segnale per un attacco generale.
In breve tempo i 31 vascelli e le 6 fregate franco-spagnole ebbero ragione delle navi britanniche senza che le poche unità di scorta di Moutray potessero fare alcunché. La Santísima Trinidad, un mastodontico vascello da 120 cannoni, aprì il fuoco sugli East Indiamen Mountstuart e Godfrey obbligandoli in breve tempo alla resa; lo East Indiamen Gatton fu attaccato dal vascello spagnolo Purísima Concepción e incendiato, ma le fiamme furono messe rapidamente sotto controllo e la nave fu catturata quasi intatta. Una flottiglia di fregate spagnole catturò lo East Indiamen da 30 cannoni Hillsborough senza colpo ferire. La Ramillies, le due fregate della scorta e un pugno di mercantili furono le sole unità che riuscirono a rompere il contatto ed evitare la cattura; a coronamento di quello che fu un evidente fallimento di intelligence da parte dei britannici, l'Ammiragliato a Londra non ricevette notizia della cattura del convoglio fino al 14 agosto seguente.

## Conseguenze
L'azione fu il peggior disastro mai patito dalla Compagnia britannica delle Indie orientali nel corso della sua storia. In totale furono catturati cinque East Indiamen e 52 mercantili e navi da trasporto; oltre a fare 3 144 prigionieri tra equipaggi e soldati trasportati, i franco-spagnoli si impossessarono anche di 80 000 moschetti, 294 cannoni e materiali militari bastevoli per equipaggiare 40 000 uomini; l'impatto economico delle perdite per i britannici fu stimato in più di 1 500 000 sterline (1 000 000 £ in oro catturato a bordo dei bastimenti e tra 500 000 e 600 000 £ per la perdita di navi ed equipaggiamenti). Questa enorme perdita di navi, giunta contemporaneamente a un periodo di gravi perdite di bastimenti patite nei Caraibi a causa di tempeste, causò una gravissima crisi finanziaria in Gran Bretagna e numerosi dissesti finanziari tra le compagnie di assicurazioni marittime di tutta Europa: molte società andarono in bancarotta, e i tassi di assicurazione, già notevolmente alti a causa delle attività dei corsari, raggiunsero livelli intollerabili. L'azione aumentò e rese più manifesta l'insoddisfazione dell'opinione pubblica verso la condotta della guerra da parte del governo in carica e dei vertici della Royal Navy; l'azione contribuì anche a far deragliare un segreto sforzo diplomatico intrapreso dai britannici per negoziare la pace con la Spagna.
Le unità catturate furono condotte a Cadice, dove lo spettacolo di tante navi prese al nemico rappresentò un evento largamente inusuale per l'epoca; quasi tutte le navi, compresi i cinque grandi East Indiamen, furono incorporate nella marina spagnola e utilizzate come unità da guerra.